# Брендючков, Константин Григорьевич
Константи́н Григо́рьевич Брендючко́в (14 октября 1908, село Сормово Нижегородской губернии, ныне район Нижнего Новгорода — 4 декабря 1994, посёлок Семибратово Ярославской области) — советский русский прозаик. Член Союза писателей СССР.

## Биография
Родился в семье рабочего Сормовского завода. Окончил среднюю школу в городе Ветлуга и Горьковский электротехникум. Работал на Челябинском тракторном заводе.
Участник Великой Отечественной войны — воевал в составе 52-й стрелковой дивизии. Попал в концентрационный лагерь Бухенвальд.
Преподавал в Ветлугском лесотехническом техникуме и Некрасовском техникуме механизации сельского хозяйства. Работал инженером-конструктором Некрасовского машиностроительного завода и Семибратовского завода газоочистительной аппаратуры; старшим научным сотрудником, а затем начальником лаборатории информации в Семибратовском филиале НИИОГАЗ.
Занимался литературной деятельностью и изобретательством.

## Творчество
В Бухенвальде написал две пьесы — «Дети Чапаева» и «Жестокий факультет», которые ставили заключённые. Подлинник рукописи «Дети Чапаева» сейчас хранится в мемориальном комплексе на месте бывшего концлагеря.
Первый роман писателя, «Дважды рождённые»  описывает борьбу советских подпольщиков в фашистском концлагере.
Второй роман Брендючкова «Последний ангел» вышел в 1984 году и представляет собой проблемную производственную повесть, написанную с точки зрения критически мыслящего инженерно-технического работника, с размышлениями на тему «почему нам не дают лучше работать» и осторожной критикой бюрократии. Чтобы обострить проблемный пафос, используется фантастический приём: к герою-инженеру из мест взрыва Тунгусского метеорита попадает артефакт сверхцивилизации — «наблюдатель», похожий на статуэтку ангела. С его помощью герой приобретает особые способности (напоминающие телепатию) и делает для родного завода суперкомпьютер.
Также автор документальной повести «Школьный выдумщик», повести «Клятва над Эттерсбергом» и поэмы «Позёмка» и нескольких прозаических произведений, оставшихся неопубликованными (повесть «Салон наслаждений», роман «Возле юности», повесть «Дизельный аттракцион», написанная совместно с И. И. Собчуком).